# 삼정펄프
삼정펄프(Sam Jung Pulp Co. Ltd.)는 대한민국의 제지 기업이다. 본사는 경기도 평택시 고덕면 해창리 250에 위치해 있으며 대표이사는 전성오이다.

## 상장
2006년 10월 17일에 공모가 29,000원에 코스닥 시장에 상장하였다.

## 같이 보기
- 모나리자 (기업)
- 유한킴벌리
- 깨끗한나라
- 한솔제지
- 대림제지

## 참고문헌
1. ↑  Who Is ? 전성오 삼정펄프 대표이사 사장, 비즈니스포스트, 2023년 11월 10일
2. ↑  삼정펄프, 창립 50주년 기획 제품 출시… 제품 수익 일부 환경 캠페인에 사용, 뉴스와이어, 2023년 6월 29일
3. ↑  삼정펄프 임직원 ‘우리동네 쓰담쓰담’ 캠페인 진행, 한국뉴스타임즈, 2023년 11월 24일